# Vladimir Seixas
Vladimir Seixas (Rio de Janeiro, 11 de fevereiro de 1981) é um cineasta brasileiro. Indicado ao Emmy Internacional de melhor documentário, Vladimir trabalha desde 2008 em direção e roteiro de documentários. Seus filmes investigam as transformações sociais, políticas e culturais no Brasil dos últimos anos a partir das lutas de movimentos e coletivos urbanos. Seu curta de estreia "Hiato" foi selecionado para vários festivais de cinema no Brasil e no Exterior, onde recebeu 12 prêmios. Dirigiu o filme "A Primeira Pedra", vencedor do TAL - Televisão América Latina no DocMontevideo de melhor documentário, da medalha de bronze na categoria Direitos Humanos do New York Festivals – TV & Film e foi indicado ao Emmy em 2019. 
Em 2021 venceu o Troféu Redentor no Festival do Rio de melhor longa-metragem documentário, Prêmio Especial do Júri no 10º Olhar de Cinema e o Grande Prêmio Visão (Vision Award - Grand Prize) no Rhode Island International Film Festival com o longa "Rolê - Histórias dos Rolezinhos". Ao todo dirigiu cinco curtas, três longas, uma série e um telefilme, participando de mais de 50 festivais de cinema e TV pelo mundo onde recebeu diversas premiações .

## Filmes - diretor e roteirista
- Rolê - Histórias dos Rolezinhos (2021)
- A Primeira Pedra (2018)
- Vozerio (2015) [6]
- Atrás da Porta (2010)[7]
- À Sombra da Marquise (2010 - curta-metragem)[8]
- Ruído Negro (2009 - curta-metragem)[9]
- Entre (2009 - curta-metragem)[10]
- Choque (2009 - curta-metragem)[11]
- Hiato (2008 - curta-metragem)[12]

## Prêmios e Indicações
- 2021: Rhode Island International Film Festival - RIIFF

1. Grande Prêmio Visão (Vision Award - Grand Prize) - venceu[13]

- 2021 Olhar de Cinema - Curitiba International Film Festival

1. Rolê - Histórias dos Rolezinhos - Prêmio Especial do Júri - venceu
2. Rolê - Histórias dos Rolezinhos - Prêmio do Público - venceu[14]

- 2021: Festival do Rio - Rio de Janeiro Int'l Film Festival

1. Rolê - Histórias dos Rolezinhos - Melhor Longa-metragem Documentário - venceu[15]

- 2021: Festival de Brasília

1. Rolê - Histórias dos Rolezinhos - Mostra Memória e Linguagens - não competitiva[16]

- 2021: Festival do Filme Documentário e Etnográfico - Forumdoc.bh

1. Rolê - Histórias dos Rolezinhos - Festival não competitivo[17]

- 2021: Mostra de Cinema de Gostoso

1. Rolê - Histórias dos Rolezinhos - Melhor Longa-Metragem - venceu[18]

- 2021: Atlantidoc - Festival Internacional de Cine Documental de Uruguay

1. Rolê - Histórias dos Rolezinhos - Menção Honrosa - venceu[19]

- 2019: Emmy Internacional

1. A Primeira Pedra - Melhor Documentário (indicado)[1]

- 2019: New York Festivals World’s Best TV & Films

1. A Primeira Pedra - Melhor Documentário Human Rights - (medalha de bronze)[3]

- 2019: DocMontevideo 2019 - TAL - Televisão América Latina

1. A Primeira Pedra - Melhor Documentário (venceu)[2]

- 2017: 8º Pitching Doc Futura

1. A Primeira Pedra - Melhor Filme (venceu)[20]

- 2016: CachoeiraDoc

1. Vozerio - Melhor Longa (venceu)[21]

- 2016: Atlantidoc - Festival Internacional de Cine Documental de Uruguay

1. Vozerio - Melhor Longa (indicado)[22]

- 2015: Semana dos Realizadores

1. Vozerio - Melhor Longa (indicado)[23]

- 2010: CachoeiraDoc

1. Atrás da Porta - Melhor Longa pelo Júri Jovem (venceu)[24]

- 2008: 30º Festival de Havana - Cuba

1. Hiato - Mostra Latino-americana (indicado)[25]

- 2008: 36º Festival de Gramado

1. Hiato - Melhor Curta (indicado)[26]